# Владимирский рынок
Владимирский рынок (укр. Володимирський ринок) — крытый рынок, расположенный в Голосеевском районе, в центре Киева на пересечении улиц Антоновича, Немецкой и Владимиро-Лыбедской. Владимирский рынок был учрежден Киевской городской управой 8 октября 1888 года. Первоначально рынок располагался на месте действующего ныне Дворца «Украина» возле Владимирской церкви, оттуда и получил свое название. Решение о переносе рынка на его фактическое местоположение и строительство главного корпуса рынка было принято 27 сентября 1960 года исполнительным комитетом Киевской городской рады депутатов трудящихся — решение № 1721 «Об отводе земельного участка Управлению рынками». По существующей конструкции, Владимирский рынок относится к комбинированным рынкам: крытая часть насчитывает 485 торговых мест (общая торговая площадь — 3181 м²), а открытая — более 400 мест. Согласно товарной специализации, рынок является смешанным. На его территории можно приобрести как продовольственные, так и непродовольственные товары оптом и в розницу. 

## История рынка
Построен в 1840-е года. Первые письменные упоминания о рынке имеются среди документов Временного комитета по улучшению г. Киева при Киевском губернском правлении, датированных 1834—1842 года.
Построен в районе Владимирской церкви, отчего и получил своё название. Церковь перенесена согласно указу Киевского военного губернатора Дмитрия Бибикова, под чьим руководством была возведена Киевская Ново-Печерская крепость. Помимо церкви в новый район были переселены многие Печерские семьи. Историк Александр Сементовский утверждает, что с 1832 по 1850 года из Печерского района в район Новое Строение были переселены 800 семей. Причиной стало размещение домов в районе эспланады крепости, необходимой для обстрела наступающего противника.
Район располагался между рекой Лыбедь и Черепановой горой. Район Новое Строение не принадлежал Киеву. Эта околица находилась за пределами города и была необжитой малолюдной территорией в низине Старокиевского плато. В Новом Строении располагались одноэтажные дома, в которых, кроме семей с Печерска, жили семьи гарнизонных служащих, мелких и средних чиновников. Обустройство района началось с постройки дороги, разметки улиц, открытия отелей, харчевен, кузнечных мастерских. Район стал популярен благодаря еженедельной ярмарке возле Владимирской церкви.
Благодаря транспортной развязке (Васильевский путь, который значительно позже модернизировался в Большую Васильковскую улицу), район Новое Строение соединял много близлежащих сел и городов Украины с различными районами столицы, поэтому район стал известен торговлей. Шли годы, и еженедельной ярмарки стало недостаточно для данного района, необходимо было создать место для постоянной торговли. А для этого ярмарка должна была получить статус от администрации города. Первые прошения продавцов появляются в архивных документах Киевской городской управы, базарное отделение за 1888 год: «26 августа 1888 года торговцы Владимирской ярмарки пришли в управу с ходатайством об открытии Владимирского рынка, на месте самопроизвольной базарной торговли, проводимой на Большой Васильковской улице и возле Церкви Святого князя Владимира». В прошении говорилось, что Владимирский рынок будет полезен городу и жителям Киева".
Необходимо упомянуть, что на Большой Васильковской улице уже существовали два рынка: Бессарабский и Троицкий. После подачи прошения в Управу торговцев Владимирской ярмарки, возникло множество протестов со стороны администраций Бессарабского и Троицкого рынков. Причиной неприязни служило недовольство, что новоявленный Владимирский рынок, может стать причиной оттока покупателей с действующих рынков. Следствие этого, в строну Киевской Управы посыпались жалобы и прошения о недопущении организации нового рынка, о его нецелесообразности и, даже вредности. Однако представителей Владимирской ярмарки это не испугало — после почти полугодового документального противостояния в конце текущего года Киевская Управа приняла окончательное решение и выдала документы, подтверждающие создание нового Владимирского рынка. Это событие произошло 8 октября 1888 года. Запись об этом отмечена в «Деле Киевской Городской Управы за 1888—1896 годы».
После принятия решения об открытии нового рынка деятельность его регламентируется: в канцелярии создаются документы по систематизации его функционирования, распределяется аренда земельных участков и торговых мест между продавцами; составляются списки, определяется и собирается в казну арендная плата.

## Создание отдела коммерческой деятельности
Отдел торговых площадок начал свою деятельность ещё в период строительства основного корпуса Владимирского рынка. Решение о строительстве главного крытого рынка было принято 27 сентября 1960 года исполнительным комитетом киевской городской Рады депутатов-трудящихся — Решение № 1721 "Об отводе земельного участка Управлению рынками под строительство крытого рынка: «Отвести Управлению рынками земельный участок площадью около 1,5 га по улице Горького, 115 под строительство крытого рынка».
В докладной записке на имя начальника Управления рынками города Киева тов. Аксенова И. В. было сказано: «Научно-исследовательский институт экспериментального проектирования АСИА УССР сообщает: при разработке рабочих чертежей крытого рынка на 486 торговых мест по улице Горького, 115 были учтены все замечания Строительно-Архитектурного Совета Управления по делам строительства и архитектуры Киевского Горисполкома, государственной санитарной инспекции г. Киева и Управления Пожарной охраны Киевского Областного Совета депутатов трудящихся».

## Конструкция
Современный Владимирский рынок — центральный рынок города Киева. Он строился около трех лет (1965—1968 гг.) по проекту архитектора Г. К. Ратушинского и инженера Л. Г. Дмитриева. Здание выполнено из стекла, все конструкции являются металлическими.
Отличительными чертами нового рынка стали четкие пропорции, новые материалы и прогрессивные конструкции, по ул. Антоновича, 115 (1968 г. архітектори К. С. Фельдман, Г. К. Ратушинский). Здание высотой 20 м, рассчитанное на 485 торговых мест, торговая площадь которых 3181 м2, объём 30876 м3. Рынок состоит из центрального торгового зала плановыми размерами 42X42 и прилагающих к нему отделов мяса, яиц и растительного масла, овощей и фруктов. Служебно-бытовые помещения находятся в двухэтажной пристройке с тыльной стороны здания. В подвальном помещении располагаются склады, 19 холодильных камер площадью 180 м2, морозильное отделение, специальная камера для размораживания мяса и т. д.
Здание рынка имеет сборную железобетонную вантовую оболочку и разработана по каркасной схеме из сборных железобетонных элементов. Для ограждения боковых поверхностей центрального торгового зала использованы стекложелезобетонные панели.
Необычная форма крыши в виде козырьков-треугольников, опускающихся к центру, ясно определяет специфику конструкции, образуя запоминающийся архитектурный образ. Рынок был сформированный из трех основных площадок для продажи.

## Торговля
На территории крытого рынка было организована торговля медом из домашних хозяйств, молоком, сметаной, сливками, сиром, домашним маслом и т. д. Часть торговой площади было отведено для продажи битой птицы и кролей. Значительную часть торговой площади первого этажа вдоль стен было обведено под прилавки для торговли мясом и салом, где собиралась значительная часть людей, где часто наблюдались очереди за товаром.
Часть центральных проходов была отведена под торговые места продавцов овощей и фруктов с приусадебных участков, часто продавцами здесь были пенсионеры с пригородных районов, обрабатывающие огороды и имеющие фруктовые сады.
На середине торгового зала, были построены бетонно-кирпичные торговые прилавки. В начале каждого такого ряда были установлены светлые тумбы на железных опорах с надписями — Овощи, Мясо, которые ярко светились.
Большую часть центрального зала крытого рынка занимали следующие магазины: магазин «ГОРКООПТОРГУ», магазин № 7, магазин № 495 Московского РГТ, отдел соков, магазин рыбопродуктов, гастроном № 2 фирмы «Киев» — отдел гастронома, рыбный отдел, магазин № 506 Московского ОРПК — секция продажи овощей и фруктов, секция продажи консервов и соления, отдел консервов и соков. На рынке также работал отдел ёлочных украшений и игрушек магазина № 1916 Киев культторга.